# Jörg Resler
Jörg Resler, Pseudonym Peter von Sarnow, (* 24. November 1955 in Bergen auf Rügen) ist ein deutscher Schauspieler sowie  Arzt und Schriftsteller.

## Leben
Im Alter von 11 Jahren spielte Resler 1967 in dem Film Die Heiden von Kummerow und ihre lustigen Streiche an der Seite dreier weiterer Rügener Kinder (Karin Heidemann, Wolfgang Hinz und Gerald Schraml) in der Hauptrolle des Martin Grambauer. Dies blieb seine einzige Rolle als Schauspieler.
Nach dem Abitur 1974 an der Erweiterten Oberschule Ernst Moritz Arndt (heute Ernst-Moritz-Arndt-Gymnasium) in Bergen auf Rügen studierte Jörg Resler in Greifswald Medizin. Nach Beendigung des Studiums war er als Arzt zunächst auf Rügen und später an der Universität Greifswald tätig. Seit 1991 lebt Resler auf der Nordseeinsel Borkum. Dort befasste er sich anfangs als Oberarzt der BfA-Klinik Borkum-Riff intensiv mit Mukoviszidose. Später wurde er zum Chefarzt der LVA-Klinik Rheinprovinz berufen. Er leitete die Nordseeklinik Borkum von 2001 bis 2012 als ärztlicher Direktor und war maßgeblich dafür verantwortlich, dass auf Borkum ein Behandlungszentrum für Mukoviszidose-Kranke entstand. Seit Januar 2013 ist er als stellvertretender Leiter der Kardiologischen Abteilung des „Zentrums für ambulante Rehabilitation, physikalische Therapie und Sportmedizin“ in Bremen tätig.
Bis 2002 war Resler stellvertretender Bürgermeister der Gemeinde Borkum und war für die FDP im Stadtrat.
Unter dem Pseudonym Peter von Sarnow schreibt er heute Lyrik und Erzählungen. Jörg Resler ist verheiratet und hat zwei Söhne.

## Schriften
- Petra Resler, Jörg Resler: Tierexperimentelle Untersuchungen zum Einfluss von Vibrationen auf die Keimesentwicklung unter Berücksichtigung histologischer Veränderungen der Leber und der Nebennierenrinde vibrierter Rattenweibchen. Dissertation. Universität Greifswald, 1987.
- S. Gruska, B. Wedler, I. Scherwinski, J. Resler, H. Schulz: Endocrine regulation in acute myocardial infarct in relation to presence or absence of simultaneous heart failure. In: Zeitschrift für Kardiologie 80 (1991) Suppl 8, PMID 1796640, S. 81–82.
- Jörg Resler, V. Holub: Rauchstopp und Reha – (K)Eine verpasste Chance! Das Borkumer Nichtrauchertraining. In: Nicorette Science. 3 (2004), S. 6f.
- Jörg Resler, R. Eckhoff-Puschmann, V. Holub, C. Rang: Ein neuer interdisziplinärer Ansatz zur Tabakentwöhnung und Raucherberatung. In: Verband Deutscher Rentenversicherungsträger-Schriften, Bd. 52 (2004), S. 74f.
- Peter von Sarnow, Markus Klopfer, Iris Rohmann:  Vielleicht für immer. Doppelohr Media Verlag, Borkum 2007, ISBN 978-3-940160-00-3.